# Sukadamai (Hinai)
Sukadamai is een bestuurslaag in het regentschap Langkat van de provincie Noord-Sumatra, Indonesië. Sukadamai telt 3473 inwoners (volkstelling 2010).